# Сорока, Роман Игоревич
Рома́н И́горевич Соро́ка (укр. Роман Ігорович Сорока; 16 августа 1977, Вороняки, Львовская область — 27 мая 2024, Харьковская область) — украинский футболист, выступавший на позиции защитника.

## Биография
Родился на Львовщине. В 2000 году провёл первый матч в профессиональном футболе, в составе команды «Тернополь-Нива-2», выступавшей во второй лиге чемпионата Украины. В 2001 году стал привлекаться к играм первой команды клуба — тернопольской «Нивы». В высшей лиге дебютировал 21 апреля 2001 года, после первого тайма выйдя на замену вместо Игоря Сушки в выездном матче против киевского «Динамо». Всего в составе тернополян появился на поле в трёх играх. По итогам сезона 2000/01 «Нива» вылетела из высшей лиги и Сорока больше за команду не выступал. В 2008 году игрок провёл несколько матчей за золочевский «Сокол» в любительском чемпионате Украины. Завершив карьеру, футболист некоторое время жил и работал в Германии.

### Служба и смерть
С началом российского вторжения в Украину, Роман Сорока вернулся на родину и уже в марте 2022 года был призван на службу в Вооруженные силы Украины. Погиб в мае 2024 года при выполнении боевого задания в ходе боев в Харьковской области. Похоронен в родном селе.